# SMART критерии
SMART е мнемоничен акроним, който дава критерии за поставянето на цели и задачи, например при управление на проекти, управление на представянето на служителите и личностно развитие. Думата „smart“ значи „умен“ на английски. Буквите S и M обикновено означават специфични (Specific) и измерими (Measurable). Вероятно най-често срещаната версия има останалите букви е постижимо (Achievable или Attainable), уместно (Relevant) и ограничено във времето (Time-bound). Различни автори могат да променят значението на отделни букви или дори да променят буквите в акронима.
Първата известна употреба на термина се среща през ноември 1981 г. в Management Review от Джордж Т. Доран. Основното предимство на целите поставени чрез SMART е, че са по-лесни за разбиране и потвърждаване, че са изпълнени. SMART критериите обикновено се свързват с концепцията на Питър Дракър за управление чрез цели.